# Un destin si fragile
Un destin si fragile (Fielder's Choice) est un téléfilm américain réalisé par Kevin Connor et diffusé le 18 juin 2005 sur Hallmark Channel.

## Synopsis
Phillip Fielder est un publicitaire confirmé et ambitieux. Mais sa vie est bouleversée lorsque sa sœur décède et qu'il devient le tuteur légal de son neveu de 8 ans, Zack, qui est autiste. (Source : M6)

## Fiche technique
- Titre original : Fielder's Choice
- Réalisation : Kevin Connor
- Scénario : Scott Huebscher
- Photographie : James W. Wrenn
- Musique : Andrew Rose
- Durée : 85 minutes
- Pays :  États-Unis

## Distribution
- Chad Lowe (VF : Didier Cherbuy) : Philip Fielder
- K'Sun Ray (en) : Zach Fielder
- Marin Hinkle (VF : Virginie Méry) : Holly
- Bodhi Elfman : Lou
- George Segal : J.D.
- Dena Dietrich : Bessie
- Ellen Greene (VF : Véronique Rivière) : Jill Fielder
- Nicole Gabriella Scipione (VF : Virginie Ledieu) : Bernadette
- William Allen Young (en) : Roy
- Robert Alan Beuth : Mitchell
- Amy Higgins : Linda
- Miriam Flynn (VF : Nathalie Duverne) : Tante Rose
- Charles Napier : Taco Bob

 Source et légende : version française (VF) sur RS Doublage et selon le carton de doublage télévisuel.

## Accueil
Le téléfilm a été vu par 1,9 million de téléspectateurs lors de sa première diffusion.